# David Hey
David G. Hey (* 18. Juli 1938 in Catshaw, Yorkshire; † 14. Februar 2016) war ein britischer Historiker, der sich vor allem mit  Regional- und Lokalgeschichte, sowie mit Familiengeschichtsforschung beschäftigte.

## Leben
David Hey wurde 1938 als Sohn von George Hey, einem Kohlengrubenarbeiter, und dessen Frau Florence (geborene Batty) in dem Weiler Catshaw geboren. Als er elf Jahre alt war, zog die Familie in das nahegelegene Penistone. Er besuchte die örtliche Grammar School und studierte später am University College of North Staffordshire bei Newcastle-under-Lyme, wo er 1960 seinen Abschluss erhielt. Anschließend kehrte Hey in die Grafschaft Yorkshire zurück und unterrichtete an verschiedenen Schulen. 1967 wurde er Lecturer am Matlock College of Education in Matlock, Derbyshire. Dort lernte er seine spätere Ehefrau kennen. Aus der 1970 geschlossenen Ehe gingen zwei Kinder, eine Tochter und ein Sohn, hervor. Daneben studierte Hey an der University of Leicester und erhielt 1967 einen Master of Arts. 1971 erfolgte hier auch seine Promotion mit der Dissertation A Shropshire woodland community: Myddle, 1524-1701. Nach seiner Promotion verbrachte er die nächsten vier Jahre an der Leicester University als Research Fellow und beschäftigte sich mit Lokalgeschichte.
1974 wurde Hey, der zeitlebens tief in Yorkshire verwurzelt war, Lecturer an der University of Sheffield und kehrte damit endgültig in die Grafschaft zurück. An der Universität forschte zu der Geschichte Sheffields und dessen Umlandes und gab Abendkurse in Lokalgeschichte. 1992 wurde er zum Professor berufen. 1994 wurde er Dean. 2015 verlieh ihm die Universität die Ehrendoktorwürde.
Hey war Präsident der British Association for Local History, Präsident der British Agricultural History Society, sowie Vorsitzender des Council der British Record Society.
Im Laufe seiner akademischen Karriere schrieb Hey mehr als ein dutzend Bücher über die Geschichte von Yorkshire und Derbyshire. Neben seiner Arbeit zu Regional- und Lokalgeschichte beschäftigte er sich mit Familiengeschichtsforschung. Sein Hauptaugenmerk lag hierbei auf Forschungen zu Familiennamen unter sozialgeschichtlichen Aspekten.

## Veröffentlichungen (Auswahl)
- Family History and Local History in England (1987)
- The Oxford Guide to Family History (1993)
- A History of Sheffield (1998)
- Family Names and Family History (2000)
- How Our Ancestors Lived: A History of Life a Hundred Years Ago (2002)
- A History of Penistone and District (2002)
- Medieval South Yorkshire (2003)
- Journeys in Family History: The National Archives’ Guide to Exploring Your Past, Finding Your Ancestors (2003)
- A History of Yorkshire: County of the Broad Acres (2005)
- mit Colum Giles, Margaret Spufford, Andrew Wareham (Hrsg.): Yorkshire West Riding Hearth Tax Assessment, Lady Day 1672 (2007)
- Derbyshire: a History (2008)
- The Worshipful Company of Blacksmiths (2010)
- mit George Redmonds, Turi King: Surnames, DNA and Family History (2011)
- A History of the South Yorkshire Countryside (2015)
- The Grass Roots of English History: Local Societies in England before the Industrial Revolution (2016)